# Far North (Film)
Far North ist ein britisch-französischer Spielfilm von Regisseur und Drehbuchautor Asif Kapadia, basierend auf der Kurzgeschichte True North von Sara Maitland. Die Hauptrollen übernahmen Michelle Yeoh, Michelle Krusiec und Sean Bean.

## Handlung
Der Film beginnt mit den Worten der Protagonistin Saiva:
„Als ich geboren wurde, sah der Schamane mir ins Gesicht und hatte eine Vision. Er sagte, ich sei verflucht. Meiner Mutter wurde nahegelegt, mich im Stich zu lassen. Aber sie weigerte sich. Sie lebte in einiger Entfernung von den Herden, während sie mich aufzog. Sobald ich volljährig war, wurde ich von den Älteren vertrieben. Der Schamane sagte, ich würde Unheil über jeden bringen, der dumm genug wäre, mir zu nahe zu treten.“
Die Inuit Saiva lebt in der arktischen Tundra. Sie wird von einer Gemeinschaft von Rentierzüchtern aufgenommen und verliebt sich in einen jungen Mann. Das Dorf der Gemeinschaft wird eines Tages von russischen Soldaten überfallen, ihr Mann wird vor Saivas Augen grausam getötet. Sie selbst wird vergewaltigt und die Bewohner werden ermordet. Eine weitere Überlebende ist nur noch Anja, ein Baby, das Saiva an sich nimmt und großzieht. Seitdem ziehen Saiva und Anja abseits jeglicher Zivilisation durch die Wildnis.
Jahre später, Anja ist erwachsen, findet Saiva in der Eiswüste einen fremden halbtoten Mann. Die zutiefst misstrauische Saiva entschließt sich, den Mann mitzunehmen, und pflegt ihn mit Anja gesund. Die beiden Frauen wetteifern um die Gunst des Deserteurs Loki. Letztlich finden Loki und Anja zueinander. Die beiden entschließen sich, zusammen in die Zivilisation zurückzukehren. Doch dazu kommt es nicht. Als Loki einmal nicht im Biwak ist, tötet Saiva ihre Zieh-Tochter Anja aus Eifersucht und blanker Verzweiflung, entfernt der jungen Frau die Gesichtshaut und legt sich diese als Maske an. Loki erkennt bei seiner Rückkehr zunächst nicht, dass es sich um Saiva handelt. Erst als er seine vermeintliche Geliebte im Bett liebkost, entdeckt er die grausige Wahrheit und flieht nackt in die arktische Nacht. 
Hier endet der Film.

## Kritiken
„Far North lässt einen nicht kalt: Die Geschichte um Vertrauen und Verrat scheint zunächst in einer fernen, archaischen Vergangenheit zu spielen. Doch in Form eines Motorbootes, Gewehren und eines alten Radios hat die moderne Technik auch in die fernen Weiten dieser arktischen Eiswüste Einzug gehalten. Weder zeitlich noch geografisch lässt sich das brillant fotografierte Epos genau verorten. Es ist vielmehr eine zeitlose Interpretation der eisigen Schneewüste als Eiseskälte der menschlichen Zivilisation: die Abwesenheit jeglicher zwischenmenschlicher Gefühle und der Wahnsinn der Einsamkeit. Michelle Yeoh als Saiva, Michelle Krusiec als Anja und Sean Bean als Loki gelingt es, ohne viele Worte ihre Rollen zum Leben zu erwecken. Unaufhaltsam steuert das Trio, ganz auf sich selbst gestellt, auf den Untergang zu. Die (menschliche) Natur in all ihrer schrecklichen Schönheit zeigt ihr wahres Gesicht.“
„Far North ist voller schöner Bilder. Die Kamera fliegt über Packeis, eine Herde Rentiere rennt von rechts über die Leinwand, Schlittenhunde kuddeln sich ein für die bitterkalte Nacht. Die Landschaftsaufnahmen im Film sind so beeindruckend, fast scheint es, als möchte man die bewusste kühle Stimmung nicht durch allzu viele Worte stören. Deshalb kullern einsame Tränchen über die Wange bei den traurigen Szenen oder ein Schamane streichelt bedrohlich sein Tambourin, wenn Groll und Ungemach droht. Das muss als Erzählmethode reichen. Schlichter lässt sich Filmsprache nicht anwenden - wobei simpel als Begriff halt leider schon etwas nah bei doof liegt.“